# Raión de Smolensk
El raión de Smolensk (ruso: Смоленский район) es un distrito administrativo y municipal (raión) ruso perteneciente a la óblast de Smolensk. Se ubica en el oeste de la óblast y comprende las áreas rurales que rodean a la capital regional Smolensk. Su sede administrativa es la propia ciudad de Smolensk, que no pertenece al raión y está directamente subordinada a la óblast.
En 2021, el raión tenía una población de 61 385 habitantes.

## Subdivisiones
El raión comprende 420 localidades rurales, agrupadas en los siguientes 19 asentamientos rurales:
- Volokovaya
- Viazguino
- Gniózdovo (con capital en Novye Bateki)
- Divasý
- Kasplia-1
- Katyn
- Kozino (con capital en Bogoróditskoye)
- Korojotkino (con capital en Magalinshchina)
- Koshchino
- Loino
- Mijnovka
- Novoselski
- Pechersk
- Pionerskoye (con capital en Sanniki)
- Prigórskoye
- Smetanino
- Stabna (con capital en Pokornoye)
- Talashkino
- Jójlovo